# أحمد اللدن
العلَّامة الشيخ الدكتور أحمد بن سعيد اللَّدن الرَّاشاني هو عالمٌ مُسلمٌ وكاتب وخطَّاط وداعية ومُفكِّر لُبناني، شغل منصب مُفتي راشيَّا مُنذُ سنة 2011م في عهد مُفتي الجُمهُوريَّة اللُبنانيَّة الشيخ مُحمَّد رشيد قبَّاني، حتَّى وفاته يوم الإثنين 14 ربيع الآخر 1439هـ المُوافق فيه 1 كانون الثاني (يناير) 2018م.

## مولده ودراسته
وُلد أحمد اللَّدن في قرية خربة روحه، الواقعة في قضاء راشيَّا، بمحافظة البقاع في لبنان يوم 11 جمادى الآخرة 1372هـ المُوافق فيه 25 شُباط (فبراير) 1953م. حصل على الإجازة والماجستير والدكتوراة من كلية أصول الدين بجامعة الأزهر، ومارس القضاء الشرعي في المحاكم الشرعيَّة السنُيَّة في لبنان، وعمل أستاذًا جامعيًّا في عدَّة جامعات لُبنانيَّة، أبرزها: جامعة الإمام الأوزاعي الإسلامية، وجامعة بيروت الإسلامية، وجامعة المقاصد، وأشرف على العديد من الأطروحات والرسائل.

## توليته إفتاء راشيَّا
أصدر مُفتي الجُمهُوريَّة اللُبنانيَّة الشيخ مُحمَّد رشيد قبَّاني سنة 2011م قراراً بتكليف الشيخ أحمد اللدن مُفتيًا لِقضاء راشيَّا، وسلَّمهُ قرار التكليف بحضور أمين الفتوى في لُبنان الشيخ أمين الكردي، فتولَّى هذه المُهمَّة حتَّى وفاته.

## أفكاره وتوجهاته
كان اللَّدن مُتصوفًا، ودعا من خِلال مُحاضراته ودروسه ولقاءاته في لُبنان والوطن العربي والعالم الإسلامي إلى ضرورة تعلُّم الشباب التصُّوف الصحيح من شيوخ الزاوايا والعُلماء لأنهم يملكون الطريقة والمنهج السليم والصالح، كما دعا إلى ضرورة الابتعاد عن المُبتدعين وغُلاة المُتصوفة الذين لا علاقة لهم بالتصوف الإسلامي النقي. واعتقد اللَّدن بأنَّ الزوايا والروضات النبويَّة تُطهر قُلوب الناس وتُزكيها، وتُلقن الناس المعرفة الدينية الإسلامية الوسطية، وأنَّ المُسلمين عليهم تعلم كيفية التعامل مع الآخر بلين، وهدوء وأدب، لأن الكثير من النكسات التي تحصل في العالم الإسلامي إنما هي من صنع المُسلمين، بسبب عدم معرفتهم بشروط الدعوة الصحيحة، وأن الحل يكمن في عملية تربوية دقيقة وشاقة ومُتكاملة للدُعاة من أجل النهوض بمستوى الدعوة، فالمشاكل التي وقعت في الكثير من بلاد المسلمين وقعت نتيجة هذه الأخطاء الفادحة برأيه. وفي هذا الصدد اعتبر اللَّدن أنَّ إحياء التراث المحمدي الإنساني في سلوكات ومعاملات المُسلمين فيما بينهم ومع غير المسلمين ضروري جدًا كي تستعيد الأمة الإسلامية ريادتها ومكانتها بين سائر الأمم. دافع اللَّدن في الكثير من مُحاضراته وخُطبه عن الإسلام والمُسلمين وعن أهل السُنَّة والجماعة في لُبنان وسوريا وسائر العالم، ضدَّ تُهم الإرهاب، مُعتبرًا أنَّ «الطرف الآخر يتكلم أكثر ما يتكلم عن الإرهاب وهو الذي حشرك في الزاوية وجعل موقعك موقع المدافع عن قضية تبدو أنك المتهم الوحيد فيها»، واعتبر أنه من الضروري إيجاد نص شرعي يُحرِّم اقتناء السلاح الذي يُدمَّر ويُرهب البشرية، وأنَّ المُسلمين بريئين من الإرهاب والإرهابيين، وأنَّ النظرة الغربيَّة إلى هذا الموضوع نظرة منحازة لأنها تتغاضى عن ضحايا المجازر المُسلمين وتُبرز غيرهم، وأنَّ «إسلامنا إسلام اعتدال ولسنا بحاجة أن نتكلَّم عن الاعتدال وإنه إسلام وسطية ولسنا بحاجة أن نتكلم عن الوسطية لأنه هو كذلك، ومن أراد أن ينظر إليه وأن يقرأ نصوصه فإن نصوصه موجوده لكل قارئ».

## وفاته
تُوفي أحمد اللَّدن ظهر يوم الإثنين 14 ربيع الآخر 1439هـ المُوافق فيه 1 كانون الثاني (يناير) 2018م بعد صراعٍ طويلٍ مع المرض، ونعاه مفتي الجمهورية الشيخ عبد اللطيف دريان فقال: «خسر لبنان والعالم العربي والإسلامي بوفاة العلَّامة الشيخ أحمد اللَّدن، عالمًا كبيرًا من فُقهاء المُسلمين له مكانته ودوره في خدمة الإسلام والمسلمين. لقد كان مثال العالم الفقيه وصاحب الأدب الرفيع والفن والخط والزخرفة العربية، حافظًا ومفسرًا للقرآن الكريم والسيرة النبوية الشريفة...»، كما نعته دار الفتوى اللبنانية، والمجلس الشرعي الإسلامي الأعلى، ومجلس القضاء الشرعي الأعلى، والمحاكم الشرعية السُنيَّة في لبنان، وكُليَّة الشريعة الإسلامية في بيروت، والمديرية العامة للأوقاف الإسلامية، ومجلس العلماء في لبنان، ودار الفتوى في زحلة والبقاع، ودار الفتوى في راشيا وغيرها من دور الإفتاء في لبنان.
شُيِّع أحمد اللَّدن إلى مثواه الأخير يوم الثُلاثاء 15 ربيع الآخر 1439هـ المُوافق فيه 2 كانون الثاني (يناير) 2018م، ودُفن في في بلدته خربة روحه بعد أن صُلي على جُثمانه في مسجد القرية، وأمَّ الصلاة مُفتي الجمهوريَّة عبد اللطيف دريان.